# Reazione di Vilsmeier-Haack
La reazione di Vilsmeier-Haack (chiamata anche reazione di Vilsmeier) è la reazione chimica di un'ammide sostituita (1), generalmente dimetil formammide, con ossicloruro di fosforo (POCl3) e un arene elettronricco  (3) che produce un'aril-aldeide o un aril-chetone (5).
La reazione prende il nome da Anton Vilsmeier e Albrecht Haack, i due chimici tedeschi che la scoprirono e la descrissero nel 1927 come nuovo metodo di preparazione per p-alchilammino-benzaldeidi secondarie e terziarie.

## Meccanismo di reazione
Andando più nel dettaglio del meccanismo, la reazione di un'ammide sostituita con ossicloruro di fosforo produce un catione cloroimminio sostituito ed elettrofilo (2), chiamato anche reagente di Vilsmeier. La sostituzione elettrofila aromatica seguente produce quindi uno ione imminio intermedio (4b) che viene idrolizzato per dare infine il carbonile, in questo caso un catione o un'aldeide aromatico, corrispondente.

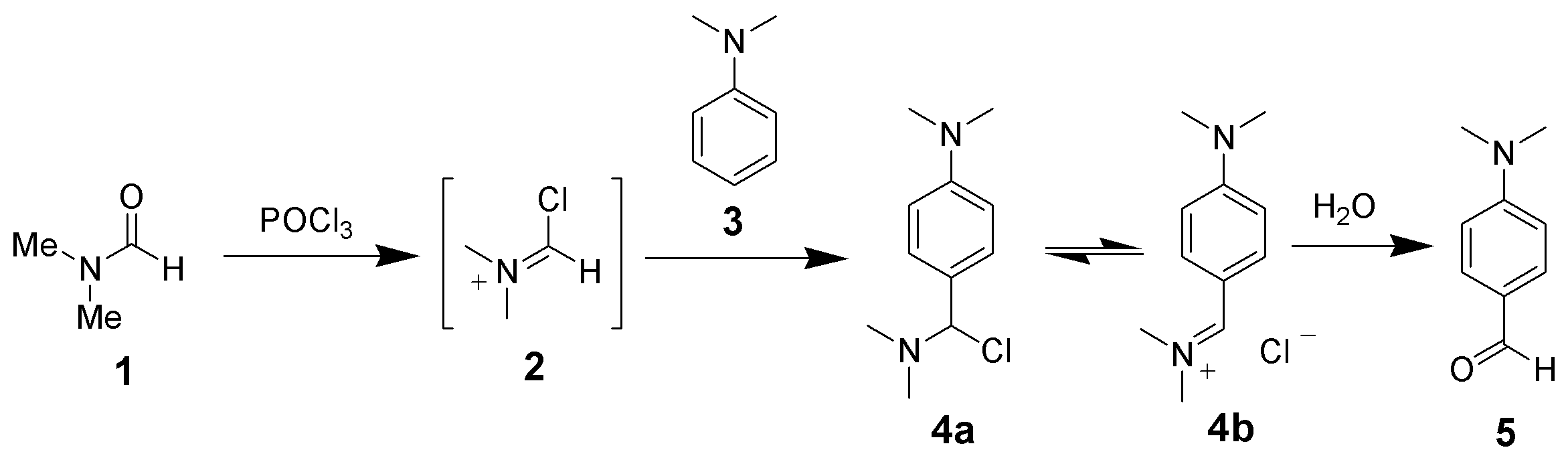
La reazione di Vilsmeier-Haack.

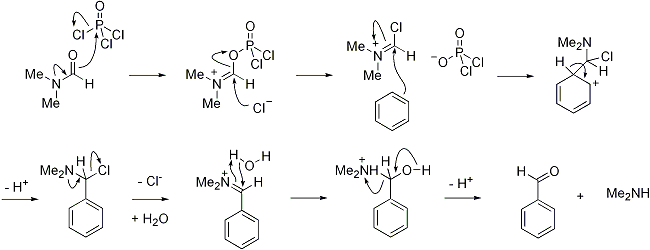
Il meccanismo della reazione di Vilsmeier-Haack nel dettaglio.

Per esempio, la N-fenilbenzammide e la dimetilanilina reagiscono con l'ossicloruro di fosforo producendo un chetone diarilico asimmetrico. Allo stesso modo funziona la formilazione dell'antracene a 9-antraldeide  per mezzo della N-metilformanilide e dell'ossicloruro di fosforo, riportata di seguito:

La reazione di formilazione dell'antracene per mezzo di N-Metilformanilide e ossicloruro di fosforo.

## Varianti
Nel 2005, Bélanger ed altri hanno sviluppato un nuovo tipo di ciclizzazione di Vilsmeier-Haack. Nella ricerca di un nuovo metodo per sviluppare alcaloidi policiclici, i ricercatori sono riusciti a legare diversi π-nucleofili non aromatici, come silil enol eteri, allilsilani ed enammine a ioni imminio generati a partire da ammidi. In questo caso però, al contrario di quanto accade nella reazione classica, lo ione imminio intermedio non è stato creato utilizzando ossicloruro di fosforo bensì anidride triflica.

## Applicazioni
Una recente applicazione di questa reazione ha riguardato un nuovo metodo per la produzione di tris(4-formilfenil)ammina a partire dalla trifenilammina molto più efficiente rispetto ai precedenti, che si fermavano ad una resa del 16%. Diverse ricerche hanno portato alla luce il fatto che una resa così bassa era causata dalla disattivazione del rimanente anello benzenico da parte dei gruppi imminici presenti sugli altri due gruppi fenilici nella terza fase di formilazione. La procedura è stata così modificata in modo da portare alla formazione di una di-immina seguita da un'idrolisi volta a creare il suo di-formile corrispettivo. Infine, con l'ultima posizione riattivata, è stato possibile procedere singolarmente all'ultima formilazione ed ottenere quindi il composto trisostituito con una resa del 95%.

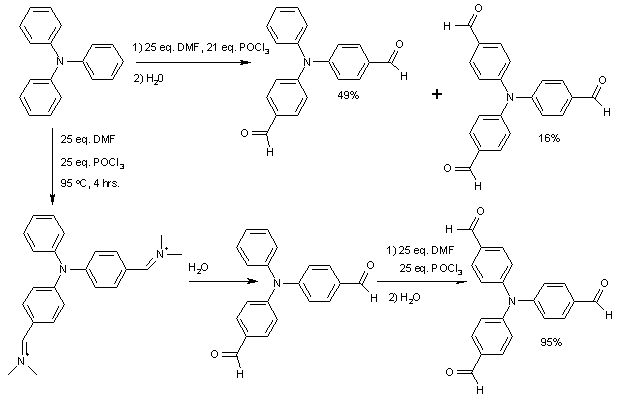
In alto: la vecchia procedura a bassa resa.
In basso: la procedura modificata.